# Andrea Ghez
Andrea Mia Ghez (ur. 16 czerwca 1965 w Nowym Jorku) – amerykańska astronomka pracująca na Uniwersytecie Kalifornijskim w Los Angeles, znana przede wszystkim z pracy nad badaniem i potwierdzeniem istnienia w centrum Drogi Mlecznej supermasywnej czarnej dziury znanej jako Sagittarius A*.
Laureatka Nagrody Nobla w dziedzinie fizyki za rok 2020, za powyższe odkrycie. Otrzymała połowę nagrody wspólnie z Reinhardem Genzelem, a Roger Penrose otrzymał drugą połowę. Andrea Mia Ghez jest czwartą kobietą, która otrzymała Nagrodę Nobla w dziedzinie fizyki.

## Edukacja i kariera
- 1987: dyplom z fizyki w Massachusetts Institute of Technology,
- 1992: doktorat z fizyki w California Institute of Technology[7] pod kierunkiem prof. Gerry’ego Neugebauera[8],
- 1992–1993: praca w Steward Observatory przy Uniwersytecie Arizony,
- od 1994: praca na Uniwersytecie Kalifornijskim w Los Angeles[7].

## Nagrody i wyróżnienia
- 1994 – Annie J. Cannon Award in Astronomy[9]
- 1998 – Newton Lacy Pierce Prize in Astronomy[10]
- 1999 – Maria Goeppert-Mayer Award[11]
- 2004 – Nagroda Sacklera[12]
- 2008 – MacArthur Fellowship[13]
- 2012 – Nagroda Crafoorda[14]
- 2020 – Nagroda Nobla w dziedzinie fizyki[5]